# Maubourguet

Maubourguet este o comună în departamentul Hautes-Pyrénées din sudul Franței. În 2009 avea o populație de 2.449 de locuitori.

## Evoluția populației
| An        | 1975  | 1982  | 1990  | 1999  | 2006  | 2009  |
| --------- | ----- | ----- | ----- | ----- | ----- | ----- |
| Populație | 2.583 | 2.573 | 2.472 | 2.412 | 2.514 | 2.449 |